# Casa - Atelier „Gheorghe Petrașcu”
Casa - Atelier „Gheorghe Petrașcu” este un muzeu județean din Târgoviște, amplasat în Str. Bărăției nr. 17. Muzeul a fost inaugurat la 12 aprilie 1970 și după cum îi spune și numele încearcă să păstreze viu în memoria vizitatorilor locul în care artistul Gheorghe Petrașcu (2 dec. 1872, Tecuci – 1 mai 1949, București) a ales, prin construirea casei cu atelier spațios, să lucreze retras și nestingherit de zgomotul marilor orașe. Orașul liniștit și patriarhal, situat în apropiere de București, cu o zonă pitorească și variată din punct de vedere al peisajului și având numeroase monumente și amprente ale unei istorii glorioase l-au ajutat pe artistul modest să-și lege creația și viața de Târgoviște.  Artist reprezentativ în arta plastică românească și primul artist al țării mebru al Academiei Române, influențat în perioada începuturilor artistice de noua viziune a lui Grigorescu în ceea ce privește modul de prezentare al subiectelor, Gheorghe Petrașcu va lucra la Târgoviște din 1924 aproape 20 de ani, după momentul năruirii atelierului din Nicorești și după numeroasele călătorii, din care seîntorcea o serie de impresii ce fixau în lucrări bogate în culoare locurile care l-au impresionat.  Expoziția permanentă are un puternic caracter memorial încercând, în limita impusă de patrimoniul deținut, să recreeze ceva din atmosfera atelierului cu ferastra largă spre nord și vedere spre grădină și pereții încărcați de lucrări. Aici, în colecția de artă se regăsesc peisaje din diversele sale călătorii din țară (lunca Siretului, Dobrogea, Nicorești, Agapia etc) și străinătate: Egipt (1906), Italia, Spania, Balcic. Artistul cunoștea împrejurimile orașului destul de bine în momentul în care se hotărăște în primăvara anului 1922 să-și clădească atelierul la Târgoviște, deoarece pictase în 1914 la Viforâta. În anul 1926 deschide o expoziție personală la „Căminul Artelor” din București unde prezintă numeroase picturi, desene și acuarele, înfățișând peisaje din călătoriile sale în străinătate și din Viforâta, Aninoasa și Târgoviște. În expoziție pot fi admirate și studiate câteva lucrări timpurii precum „Piață la Assuan”, dar și peisaje în care se simte influența grigoresciană. Sunt expuse de asemenea  o serie de lucrări ce ilustrează, în stilul său și gama cromatică specifică, florile sale preferate - cârciumăresele - descoperite la un florar de origine germană Gardon de pe Strada Mihai Bravu, flori cu care umpluse într-o perioadă și grădina din fața casei. Din călătoriile sale prin țară și străinătate a imortalizat pe pânză locuri și peisaje, precum „Casă la Vitré”, „Peisaj marin” (Veneția), „Case la Chioggia” din perioada de maturitate când pasta groasă și conturul negru deja îl caracterizau.  Petrașcu era o fire mai izolată, dar putea fi întâlnit uneori pe străzile vechiului oraș în compania soției ori a ficei sale Mariana sau cu șevaletul la ruinele Curții Domnești, după cum relata într-unul din articolele sale omul de cultură și publicistul târgoviștean Ion Gh. Vasiliu. Terasa casei, atunci când nu lucra, era martora nenumăratelor partide de șah în care artistul avea ca adversar pe doctorul în teologie Nițulescu profesor la Liceul Militar de Elită „Nicolae Filipescu” de la Mănăstirea Dealu. Intrând în acest mic muzeu descoperi și o altă dimensiune a artistului Petrașcu prin intermediul gravurilor, majoritatea datând din anii ʼ30, în care se simte aceiași preocupare întâlnită în opera sa de a reda prin intermediul unei game variate de tonuri materialitatea, durabilitatea și expresivitatea creației umane, nelipsită în cazul peisajelor sale urbane și a interioarelor din atelierul de la Târgoviște, pe care le-a înfățișat privitorului cu o neîntrecută măiestrie artistică.
Clădirea muzeului este declarată monument istoric, având codul DB-IV-m-A-17788. Clădirea a fost ridicată în 1924, după planurile arhitectului Maior Ion Răducănescu, respectând și indicațiile artistului.